# Isla de Ta
La Isla de Ta (en inglés: Ta Island) es el nombre de una isla y una municipalidad del Distrito de Mortlocks, Estado de Chuuk, uno de los Estados Federados de Micronesia. Situado en la parte meridional del atolón Satowan, posee una población de 215 habitantes (según datos del año 2008).